# 帕奇特阿省
帕奇特阿省（西班牙語：Provincia de Pachitea），是秘魯的省份，位於該國中部瓦努科大區，首府是帕瑙，面積2,630平方公里，始建於1918年11月29日，2005年人口51,861，人口密度為每平方公里20人。
9°53′58″S 75°57′23″W / 9.8995°S 75.9565°W